# 19 ナインティーン
『19 ナインティーン』は、1987年8月1日に公開された日本のSF映画。製作は東宝映画、ジャニーズ事務所。配給は東宝。併映は『トットチャンネル』。

## 概要
少年隊主演の本格的SFアドベンチャー映画である。映画タイトルには「19歳」の意味が込められており、スケールの大きなSFドラマだけではなく、大人と少年のボーダーラインに立つ葛藤を描いた青春群像劇にもなっている。
当作は「SFロック」と銘打たれ公開された。当時のヒット曲が全編にあふれるミュージカル仕立てになっており、現在でいうメディアミックスが行われ、小説化、ミュージカル化されたほか、同年中に映画版のVHSビデオがリリースされて、販売とレンタルが開始された。
西暦2550年の未来の時代考証に基づくデザインの小道具が大量に創られた。単純な無機質なものではなく、レトロのテイストが入ったデザインになっている。このほか、タイムパトローラー式の敬礼など、細部まで設定が尽くされている。大道具面では、未来都市のセットなどはほとんど作られず、都心部でのロケ撮影で処理され、カメラワークだけで未来都市を表現しきった撮影技術の高さが雑誌などで絶賛された。当時未完成であった東京ドームが作画合成で加えられている。このほかパリ、上海、砂漠でのロケも行われ、多数の外国人がエキストラ出演している。
主要な舞台となる1998年の時代考証も、パトカーなど日産自動車の劇用提供車は近未来風のカラーリングで装飾され、ソニーは、架空の試作品であるバーチャルボーイ風の「テレビ・ウォークマン」、サントリーは架空の製品であるスコッチ・キャンディを提供、後者は明石家さんまが出演する劇中CMも製作されている。
また「スワットチーム」と思われる警察隊が登場したが、その制服も近未来を意識してデザインされた。大胆な技術革新や新奇な流行はなく、服飾、娯楽、住宅の傾向、好況感の持続など1980年代の延長線上にある時代として描写されており、携帯電話やポケットベルなどが存在しない代わりに、テレビ電話や前述のテレビ・ウォークマンが存在するなど、1986年から1987年当時の近未来観がうかがえる内容となっている。劇中、ニュースでサミットに参加した日本の外相が核武装に前向きな発言をしたというニュースが流れるなど、核戦争の危機と隣り合わせであった当時の世界情勢も反映されている。

## ストーリー
見習いタイムパトローラー・イースト、ウエスト、サウスの3人は、ある目的のためいくつもの時代を飛び越えて1998年の東京へタイムスリップし、そこでミヤコという少女と知り合う。好奇心旺盛なミヤコは風変わりな3人に興味を持ち、彼らの「友達探し」を手助けする。しかし、ミヤコたちの外出中にミヤコの弟・ヨリトモが何者かによって襲われてしまう。取り乱すミヤコに対し、ウエストは自分たちが西暦2550年の未来からやって来たタイムパトローラーで、異生物カミーラの生き残り・通称「19」を殲滅するために東京へきたことを打ち明ける。
「19」の正体はイーストの恋人・ソフィアであり、任務のために向かった小惑星でカミーラに変えられてしまい、時空を超えて逃亡していた。冷酷なハンターのアンドロイド・ゼブラもソフィアを狙っており、ウエストとサウスは「誰かがソフィアを殺さなければならないなら、せめてイーストの手で討たせたい」と考えていた。
一方、東京では謎の連続殺人事件が起きており、担当警部のフカザケはイーストに目をつけてミヤコの自宅を包囲する。何とか3人を脱出させて家に残ったミヤコの前にソフィアが現れ、ミヤコのことを「おばあちゃん」と呼び、「死ぬために過去へ来た」と話す。ミヤコはソフィアが自分の子孫だと悟り「自分の命を終わらせるために先祖の私を殺すのか」と問いただすが、そこへゼブラが現れてソフィアを攻撃し、二人とも姿を消してしまう。
イーストたちはソフィアの目的が「東京の地下に隠された核で自爆すること」だと推測し、爆発を阻止すべく青山に向かう。ゼブラは一足先に青山に到着しイーストと死闘を繰り広げるが、背後からソフィアに攻撃され息絶える。イーストたちは地下でソフィアを見つけるがすでに異形の姿に成り果てていた。イーストは長い躊躇の末にソフィアを狙撃する。
イーストたちはタイムホールが開く21:00を逃すが、10分前の過去に戻ることでタイムホールへと辿り着く。タイムホールは3つに分かれており、イーストは1946年のパリ、サウスは1970年の上海、ウエストは2548年のノースダコタへと向かう。ミヤコとヨリトモは3人が去った後の夜空を見つめ、ミヤコは「ヨリトモ、ほら、時間が通り過ぎてゆく」と呟く。

## 出演者
イースト
演 - 東山紀之
タイムパトローラー、ナイーブな性格。本編の主人公。
ウエスト
演 - 錦織一清
タイムパトローラー、冷静なリーダー。
サウス
演 - 植草克秀
タイムパトローラー、コミカルな性格。映画・ノベライズ版通じて最も出番が多い。映画版では1998年にもっとも順応した描写がなされた。ノベライズ版における彼の登場シーンの一部が映画版ではイーストのものに置き換わっている。
ミヤコ
演 - 小沢なつき
1998年の世界で3人が出遭う、16歳の少女。本編のヒロイン。ノベライズ版では父親は有名な俳優である。
ソフィア
演 - アレクシス・ホール
逃亡中のスペースバンパイア。ミヤコの子孫である。イーストの恋人であり、ノベライズ版ではイーストらのアカデミー時代の同期生かつ惑星探査隊員であり、過去に逃亡したスペースバンパイアの最後の生き残りという背景が語られている。
ヨリトモ
演 - 山田哲平
ミヤコの弟。12歳。生意気盛り。
ターボ
演 - 坂井徹
ミヤコの恋人。
ゼブラ
演 - 中康治
カーミラを追うもう一人のハンター。その正体は超高性能のハンターアンドロイドである。ノベライズ版にも登場し、空挺部隊を全滅させられた軍が面子にかけて送り込んだハンターアンドロイドである。歴戦の強者、人間の身分を得ることにこだわっており、それが獲得寸前であるという背景描写がなされた。
フカザケ警部
演 - 柳生博
1998年の世界での警察官。権威に弱いが運転技術は高い。
特別出演
村井国夫、大林丈史、荒勢永英（スワット隊員）、河原崎長一郎
カメオ出演
片岡鶴太郎（通行人）、明石家さんま（本人役）

## 劇中楽曲

### 主題歌
- 久保田利伸「流星のサドル」

OP主題歌。
- 少年隊「君だけに」

ED主題歌。

### 挿入歌
- アマゾンズ「チャ・チャ・ダンス」
- 中村あゆみ「Jail House Boy」
- 八神純子「BELIEVING」
- NOBODY「EVERYBODY SHOUT」
- BOØWY「B・BLUE」
- 当山ひとみ「Let's fall in love」

## スタッフ
- 製作：小倉斉
- 原作・脚本：康珍化
- 脚本協力：河合敏彦
- プロデューサー：康珍化、筒井善範
- 音楽：野人
- 撮影：岸本正広
- 美術：竹中和雄
- 録音：宮内一男
- 照明：斉藤薫
- 編集：奥原好幸
- 特殊効果：川北紘一
- 助監督：西川常三郎
- 音楽プロデューサー：康珍化、岩瀬政雄
- 未来グッズデザイン：井上信夫
- モンスターデザイン：湖川友謙
- モンスターデザインコーディネーター：室永昭司
- 協力：日産自動車、ソニー、MOA美術館、カッシーナ・イクスシー
- 製作協力：東宝映像、東宝美術、東宝録音センター、東宝効果集団
- 監督：山下賢章

## 小説
- 『19 ナインティーン』（斎藤慧 著、集英社コバルト文庫）

映画公開時に発行された。『マン・アフターマン』的な内容の26世紀の設定が巻末に掲載され、読者に絶望的な未来像を強く印象づけている。また架空生物を含む絶滅生物を守護者として崇め刺青を施すトーテム信仰が存在することも詳述されている。

## ミュージカル
- 少年隊主演のPLAYZONEシリーズの一作「TIME-19」としてミュージカル化。

## その他
- 1987年8月20日に放送された『ザ・ベストテン』（TBS）では、愛知厚生年金会館でのコンサート[注 4]を終えた少年隊が、本作品を上映していた名宝劇場のステージで「君だけに」を歌うサプライズがあった[注 5]。
- 1987年11月12日に放送された日本テレビ『第11回アメリカ横断ウルトラクイズ』では、ロサンゼルスでの戦車ロシアンルーレットクイズの問題に本作品が登場した[5]。